# 20.ª etapa del Giro de Italia 2025
La 20.ª etapa del Giro de Italia 2025 tuvo lugar el 31 de mayo de 2025 y consistió en una etapa de montaña con inicio en la localidad italiana de Biella y final en la localidad de Champoluc, sobre un recorrido de 205 km. El vencedor fue el australiano Chris Harper del equipo Team Jayco AlUla, mientras que el mexicano Isaac Del Toro del equipo UAE Team Emirates XRG cedió el liderato de la clasificación general ante el británico del equipo Visma | Lease a Bike, Simon yates.

## Clasificación de la etapa[2]
| Verrès - Sestriere | etapa de montaña | (205 km) |

| \| Clasificación de la etapa \| Clasificación de la etapa \| Clasificación de la etapa \| Clasificación de la etapa \| Clasificación de la etapa \| \| Ciclista \| Ciclista \| Equipo \| Tiempo \| \| \| ------------------------- \| ------------------------- \| ----------------------------- \| ------------------------- \| ------------------------- \| \| 1.º \| Chris Harper \| Team Jayco AlUla \| 5 h 27 min 29 s \| \| \| 2.º \| Alessandro Verre \| Arkéa-B&B Hotels \| + 1 min 49 s \| \| \| 3.º \| Simon Yates \| Team Visma \\| Lease a Bike \| + 1 min 57 s \| \| \| 4.º \| Gianmarco Garofoli \| Soudal Quick-Step \| + 3 min 52 s \| \| \| 5.º \| Rémy Rochas \| Groupama-FDJ \| + 3 min 57 s \| \| \| 6.º \| Martin Marcellusi \| VF Group-Bardiani CSF-Faizanè \| + 4 min 31 s \| \| \| 7.º \| Carlos Verona \| Lidl-Trek \| + 4 min 31 s \| \| \| 8.º \| Max Poole \| Team Picnic-PostNL \| + 6 min 45 s \| \| \| 9.º \| Isaac Del Toro \| UAE Team Emirates XRG \| + 7 min 10 s \| \| \| 10.º \| Giulio Pellizzari \| Red Bull-Bora-Hansgrohe \| + 7 min 10 s \| \| |                    |                               |                 |
| |                    |                               |                 |
| Fuente: ProCyclingStats |                    |                               |                 |
| Clasificación de la etapa |                    |                               |                 |
| Ciclista | Ciclista           | Equipo                        | Tiempo          |
| 1.º | Chris Harper       | Team Jayco AlUla              | 5 h 27 min 29 s |
| 2.º | Alessandro Verre   | Arkéa-B&B Hotels              | + 1 min 49 s    |
| 3.º | Simon Yates        | Team Visma \| Lease a Bike    | + 1 min 57 s    |
| 4.º | Gianmarco Garofoli | Soudal Quick-Step             | + 3 min 52 s    |
| 5.º | Rémy Rochas        | Groupama-FDJ                  | + 3 min 57 s    |
| 6.º | Martin Marcellusi  | VF Group-Bardiani CSF-Faizanè | + 4 min 31 s    |
| 7.º | Carlos Verona      | Lidl-Trek                     | + 4 min 31 s    |
| 8.º | Max Poole          | Team Picnic-PostNL            | + 6 min 45 s    |
| 9.º | Isaac Del Toro     | UAE Team Emirates XRG         | + 7 min 10 s    |
| 10.º | Giulio Pellizzari  | Red Bull-Bora-Hansgrohe       | + 7 min 10 s    |

## Clasificaciones al final de la etapa

### Clasificación general(Maglia Rosa)[3]
| \| Clasificación general \| Clasificación general \| Clasificación general \| Clasificación general \| Clasificación general \| \| Ciclista \| Ciclista \| Equipo \| Tiempo \| \| \| --------------------- \| --------------------- \| -------------------------- \| --------------------- \| --------------------- \| \| 1.º \| Simon Yates \| Team Visma \\| Lease a Bike \| 79 h 18 min 42 s \| \| \| 2.º \| Isaac Del Toro \| UAE Team Emirates XRG \| + 3 min 56 s \| \| \| 3.º \| Richard Carapaz \| EF Education-EasyPost \| + 4 min 43 s \| \| \| 4.º \| Derek Gee \| Israel-Premier Tech \| + 6 min 23 s \| \| \| 5.º \| Damiano Caruso \| Bahrain Victorious \| + 7 min 32 s \| \| \| 6.º \| Giulio Pellizzari \| Red Bull-Bora-Hansgrohe \| + 9 min 28 s \| \| \| 7.º \| Egan Bernal \| Ineos Grenadiers \| + 12 min 42 s \| \| \| 8.º \| Einer Rubio \| Movistar Team \| + 13 min 05 s \| \| \| 9.º \| Brandon McNulty \| UAE Team Emirates XRG \| + 13 min 36 s \| \| \| 10.º \| Michael Storer \| Tudor Pro Cycling Team \| + 14 min 27 s \| \| |                   |                            |                  |
| |                   |                            |                  |
| Fuente: ProCyclingStats |                   |                            |                  |
| Clasificación general |                   |                            |                  |
| Ciclista | Ciclista          | Equipo                     | Tiempo           |
| 1.º | Simon Yates       | Team Visma \| Lease a Bike | 79 h 18 min 42 s |
| 2.º | Isaac Del Toro    | UAE Team Emirates XRG      | + 3 min 56 s     |
| 3.º | Richard Carapaz   | EF Education-EasyPost      | + 4 min 43 s     |
| 4.º | Derek Gee         | Israel-Premier Tech        | + 6 min 23 s     |
| 5.º | Damiano Caruso    | Bahrain Victorious         | + 7 min 32 s     |
| 6.º | Giulio Pellizzari | Red Bull-Bora-Hansgrohe    | + 9 min 28 s     |
| 7.º | Egan Bernal       | Ineos Grenadiers           | + 12 min 42 s    |
| 8.º | Einer Rubio       | Movistar Team              | + 13 min 05 s    |
| 9.º | Brandon McNulty   | UAE Team Emirates XRG      | + 13 min 36 s    |
| 10.º | Michael Storer    | Tudor Pro Cycling Team     | + 14 min 27 s    |

### Clasificación por puntos(Maglia Ciclamino)[4]
| Clasificación por puntos | Clasificación por puntos | Clasificación por puntos   | Clasificación por puntos | Clasificación por puntos |
| Ciclista                 | Ciclista                 | Equipo                     | Puntos                   |                          |
| ------------------------ | ------------------------ | -------------------------- | ------------------------ | ------------------------ |
| 1.º                      | Mads Pedersen            | Lidl-Trek                  | 277 pts                  |                          |
| 2.º                      | Olav Kooij               | Team Visma \| Lease a Bike | 135 pts                  |                          |
| 3.º                      | Wout van Aert            | Team Visma \| Lease a Bike | 127 pts                  |                          |
| 4.º                      | Dries De Bondt           | Decathlon-AG2R La Mondiale | 119 pts                  |                          |
| 5.º                      | Isaac Del Toro           | UAE Team Emirates XRG      | 109 pts                  |                          |
| 6.º                      | Casper van Uden          | Team Picnic-PostNL         | 88 pts                   |                          |
| 7.º                      | Richard Carapaz          | EF Education-EasyPost      | 77 pts                   |                          |
| 8.º                      | Alessandro Tonelli       | Team Polti VisitMalta      | 76 pts                   |                          |
| 9.º                      | Mirco Maestri            | Team Polti VisitMalta      | 72 pts                   |                          |
| 10.º                     | Orluis Aular             | Movistar Team              | 68 pts                   |                          |

### Clasificación de la montaña(Maglia Azzurra)[5]
| Clasificación de la montaña | Clasificación de la montaña | Clasificación de la montaña   | Clasificación de la montaña | Clasificación de la montaña |
| Ciclista                    | Ciclista                    | Equipo                        | Puntos                      |                             |
| --------------------------- | --------------------------- | ----------------------------- | --------------------------- | --------------------------- |
| 1.º                         | Lorenzo Fortunato           | XDS Astana Team               | 355 pts                     |                             |
| 2.º                         | Christian Scaroni           | XDS Astana Team               | 201 pts                     |                             |
| 3.º                         | Nicolas Prodhomme           | Decathlon-AG2R La Mondiale    | 107 pts                     |                             |
| 4.º                         | Manuele Tarozzi             | VF Group-Bardiani CSF-Faizanè | 87 pts                      |                             |
| 5.º                         | Carlos Verona               | Lidl-Trek                     | 61 pts                      |                             |
| 6.º                         | Chris Harper                | Team Jayco AlUla              | 60 pts                      |                             |
| 7.º                         | Richard Carapaz             | EF Education-EasyPost         | 47 pts                      |                             |
| 8.º                         | Romain Bardet               | Team Picnic-PostNL            | 47 pts                      |                             |
| 9.º                         | Isaac Del Toro              | UAE Team Emirates XRG         | 45 pts                      |                             |
| 10.º                        | Pello Bilbao                | Bahrain Victorious            | 42 pts                      |                             |

### Clasificación de los jóvenes(Maglia Bianca)[6]
| Clasificación del mejor joven | Clasificación del mejor joven | Clasificación del mejor joven | Clasificación del mejor joven | Clasificación del mejor joven |
| Ciclista                      | Ciclista                      | Equipo                        | Tiempo                        |                               |
| ----------------------------- | ----------------------------- | ----------------------------- | ----------------------------- | ----------------------------- |
| 1.º                           | Isaac Del Toro                | UAE Team Emirates XRG         | 79 h 22 min 38 s              |                               |
| 2.º                           | Giulio Pellizzari             | Red Bull-Bora-Hansgrohe       | + 5 min 32 s                  |                               |
| 3.º                           | Max Poole                     | Team Picnic-PostNL            | + 14 min 19 s                 |                               |
| 4.º                           | Davide Piganzoli              | Team Polti VisitMalta         | + 23 min 57 s                 |                               |
| 5.º                           | Antonio Tiberi                | Bahrain Victorious            | + 42 min 08 s                 |                               |
| 6.º                           | Embret Svestad-Bårdseng       | Arkéa-B&B Hotels              | + 1 h 02 min 44 s             |                               |
| 7.º                           | Edoardo Zambanini             | Bahrain Victorious            | + 1 h 22 min 03 s             |                               |
| 8.º                           | Marco Frigo                   | Israel-Premier Tech           | + 1 h 28 min 24 s             |                               |
| 9.º                           | Gianmarco Garofoli            | Soudal Quick-Step             | + 1 h 49 min 57 s             |                               |
| 10.º                          | Igor Arrieta                  | UAE Team Emirates XRG         | + 1 h 56 min 19 s             |                               |

### Clasificación por equipos"Súper team"[7]
| Clasificación por equipos | Clasificación por equipos  | Clasificación por equipos | Clasificación por equipos |
| Equipo                    | Equipo                     | Tiempo                    |                           |
| ------------------------- | -------------------------- | ------------------------- | ------------------------- |
| 1.º                       | UAE Team Emirates XRG      | 238 h 16 min 27 s         |                           |
| 2.º                       | Bahrain-Victorious         | + 58 min 40 s             |                           |
| 3.º                       | Team Visma \| Lease a Bike | + 1 h 15 min 37 s         |                           |
| 4.º                       | XDS Astana Team            | + 1 h 46 min 40 s         |                           |
| 5.º                       | Tudor Pro Cycling Team     | + 1 h 52 min 53 s         |                           |
| 6.º                       | Movistar Team              | + 1 h 52 min 56 s         |                           |
| 7.º                       | Team Picnic-PostNL         | + 2 h 25 min 21 s         |                           |
| 8.º                       | Red Bull-BORA-hansgrohe    | + 2 h 52 min 52 s         |                           |
| 9.º                       | Israel-Premier Tech        | + 3 h 06 min 01 s         |                           |
| 10.º                      | Ineos Grenadiers           | + 3 h 09 min 08 s         |                           |

## Abandonos
Ninguno.